# Herbert Huntington Smith

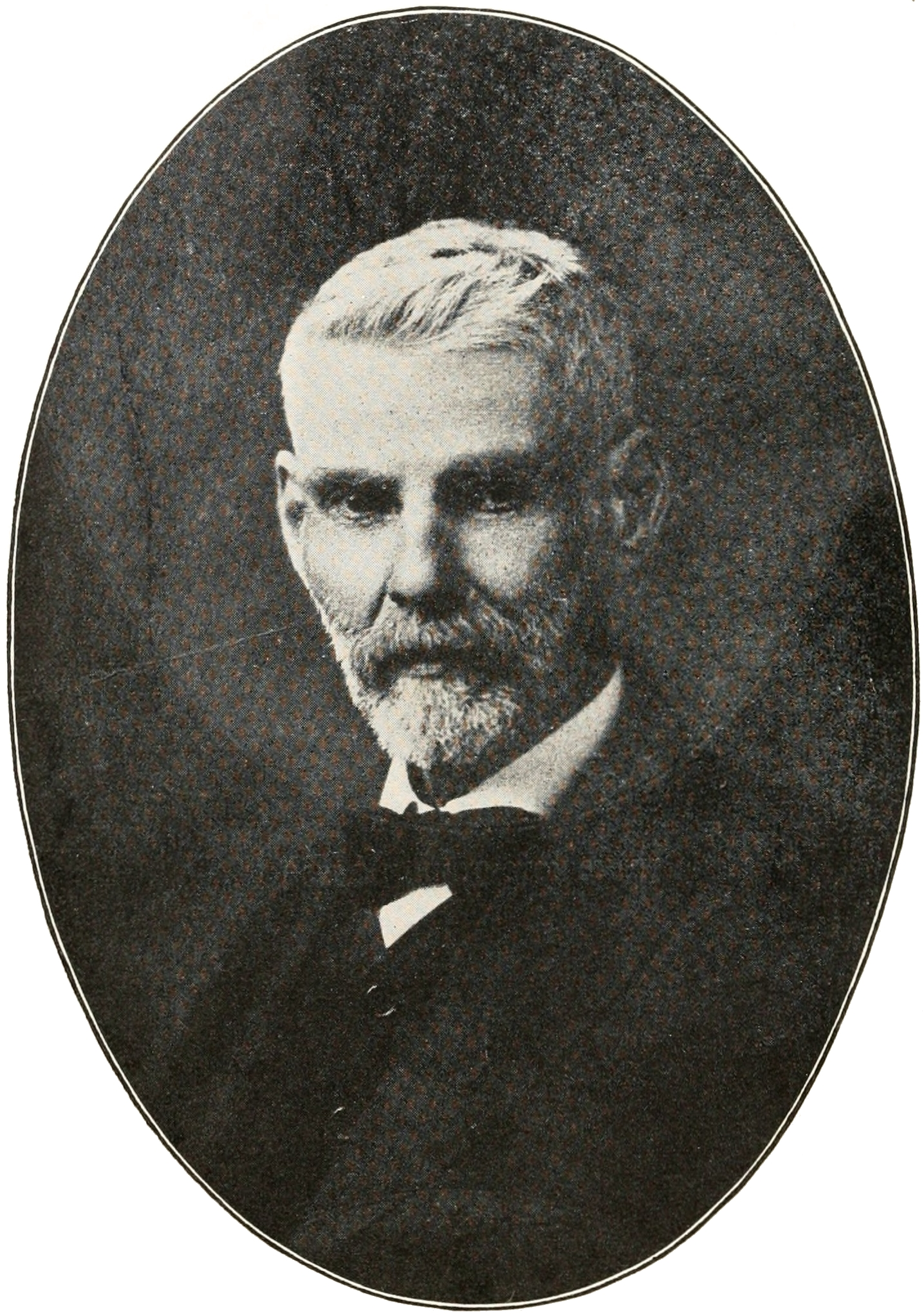
Herbert Huntington Smith

Herbert Huntington Smith (* 21. Januar 1851 in Manlius, New York; † 22. März 1919 in Tuscaloosa) war ein US-amerikanischer Naturforscher. Smith wurde in Tuscaloosa von einem Zug erfasst und verstarb.

## Leben und Wirken
Smith war der Sohn von Charles Smith und Julia Maria (geborene Huntington). Er studierte an der Universität von Cornell von 1868 bis 1872. Er war mit Amelia Woolworth („Daisy“) Smith seit dem 5. Oktober 1880 verheiratet.
Smith ist vor allem durch seine Entdeckungsreisen und das Zusammentragen von etwa 50.000 Exemplaren bekannt geworden. Er war in Brasilien 1871, von 1873 bis 1877 und von 1881 bis 1886. Von 1890 bis 1895 war er im Auftrag der West Indies Commission of Ray Society in der Karibik. 1889 besuchte er im Auftrag der Biologia Centrali-Americana Mexiko und Kolumbien von 1898 bis 1901. Von 1896 bis 1898 war er Konservator am Museum Carnegie in Pittsburgh und anschließend bis zu seinem Tode am Naturkundemuseum in Alabama.
Nach Smith wurde die Mexikanische Rotknie-Vogelspinne (Brachypelma smithi (F. O. P.-Cambridge, 1897)) benannt.

## Bibliografie
- mit James Wells Champney: Brazil, the Amazons and the coast. Charles Scribners son, New York 1879 (englisch, archive.org).
- The Showalter Collection. In: The Nautilus. Band 22, Nr. 11, 1909, S. 117–118 (biodiversitylibrary.org).
- Directions for collecting land shells. In: Museum of the Geological Survey of Alabama (= Museum Paper). Nr. 2, 1912, S. 1–12 (biodiversitylibrary.org).
- mit Karl von den Steinen: Do Rio de Janeiro a Cuyabá Notas de um naturalista. Companhia Melhoramentos de S. Paulo, Cayeiras 1922 (portugiesisch, biodiversitylibrary.org).